# Лео Конфорти
Лео (Леон) Наим Конфорти е български актьор от еврейски произход.

## Биография
Роден е на 21 февруари 1911 г. в Дупница.
Конфорти има само средно образование.
Лео Конфорти създава театрален кръжок към футболния „Атлетик (Дупница)“, който се ползва с голям интерес.
През 1935 г. постъпва в театралната школа на Николай Масалитинов при „Народния театър“. Актьор от 1938 година.
Бил е актьор в Народния театър (1936 – 1938), Русенски градски театър (1938 – 1940), Драматичния театър в Бургас (1940 – 1941). През 1946 г. е приет в трупата на Младежкия театър, а от 1950 г. отново в Народния театър.
Лео Конфорти умира на 59 години на 8 март 1970 г.

## Памет
На Лео Конфорти е наречена улица в квартал „Драгалевци“ в София (Карта).

## Награди и отличия
- Заслужил артист (1965)
- Народен артист (1969).
- Орден За храброст – IV степен.
- Орден „Кирил и Методий“ – II степен.
- Орден „Кирил и Методий“ – I степен.

## Театрални роли
- „Волпоне“ – Волпоне
- „Лайпциг – 1933“ – Ван дер Любе
- „Цената“ – Григори
- „Мнимият болен“ – Арган

ТВ ТЕАТЪР:
- „Недорасъл“ (1969) (Денис Иванович Фонвизин)
- „Ръка Илиева“ (1969) (Стоян Загорчинов)
- „Полунощ след 5 минути“ (1966) (Ян Солович) - кантонерът Биси
- „Всекиму заслуженото“ (1966) (Самуел Альошин)
- „В деня на сватбата“ (1966) (Виктор Розов)
- „Болничната стая“ (1964)
- „Един човек се завръща от миналото“ (1964) (Богомил Райнов)

## Филмография
| Година      | Филми и Сериали                       | Серии | Копродукции         | Роля                                           |
| ----------- | ------------------------------------- | ----- | ------------------- | ---------------------------------------------- |
| 1971        | Демонът на империята                  | 10    |                     | турчин (в 6-а серия)                           |
| 1969 – 1971 | На всеки километър                    | 26    |                     | селянина (в 6-а серия „Осем без десет“ – 1969) |
| 1967        | Свирачът – („The Clown and the Kids“) |       | САЩ / България      | кметът                                         |
| 1967        | А с Альоша сме приятели               |       |                     | дядо Пеночкин                                  |
| 1965        | Грамофон и маслини за моите приятели  |       |                     |                                                |
| 1964        | Веригата                              |       |                     | д-р Соломон Леви, евреинът от влака            |
| 1963        | Инспекторът и нощта                   |       |                     | касиерът Баев                                  |
| 1962        | Златният зъб                          |       |                     |                                                |
| 1961        | Краят на пътя                         |       |                     | бай Стоян                                      |
| 1960        | Хитър Петър                           |       |                     | Настрадин Ходжа                                |
| 1960        | Звезди – („Sterne“)                   |       | ГДР / България      | старият нервен евреин                          |
| 1958        | Любимец №13                           |       |                     | пазачът на парка                               |
| 1956        | Точка първа                           |       |                     | запалянко                                      |
| 1955        | Това се случи на улицата              |       |                     | директорът на гаража                           |
| 1955        | Празник                               |       |                     |                                                |
| 1954        | Септемврийци                          |       |                     |                                                |
| 1954        | Снаха                                 |       |                     | Пено Пандуров                                  |
| 1954        | Песен за човека                       |       |                     | Тръпков                                        |
| 1952        | Наша земя                             |       |                     | ходжата                                        |
| 1951        | Тревога                               |       |                     |                                                |
| 1947        | Отново в живота                       |       |                     | Мърльо                                         |
| 1937        | Страхил войвода                       |       | България / Германия |                                                |